# Presidente in carica del Commonwealth
Il presidente in carica del Commonwealth (in inglese Commonwealth Chair-in-Office, CIO) è il presidente in carica del Commonwealth delle nazioni ed è una delle principali posizioni di leadership nel Commonwealth. La funzione è tenuta dal presidente ospitante la precedente riunione dei capi di governo del Commonwealth (CHOGM) e viene mantenuta fino al successivo CHOGM. Attualmente, il presidente in carica è il presidente del Ruanda.

## Panoramica
La responsabilità primaria del presidente in carica è quella di ospitare il CHOGM, ma il suo ruolo può essere ampliato. Ad esempio, dopo il CHOGM 2002, i presidenti in carica, precedenti e successivi hanno formato una troika nel tentativo di risolvere la controversia in corso sull'appartenenza dello Zimbabwe al Commonwealth.
La posizione è stata creata dopo il CHOGM 1999, con Thabo Mbeki che è diventato il primo presidente in carica. Tuttavia, Mbeki ha fatto ben poco per sviluppare la posizione, lasciandola praticamente vacante fino al futuro CHOGM 2002, quando è stata creata la troika. Anche dopo che John Howard divenne presidente, il primo incontro della troika fu a Londra, alla presenza del Segretario generale del Commonwealth. Il terzo presidente, Olusegun Obasanjo, ha rinvigorito la posizione dopo essere subentrato nel 2003.
Dall'istituzione della posizione al CHOGM 2009, i rappresentanti di Trinidad e Tobago, inclusi i primi ministri, hanno partecipato alle riunioni del Commonwealth, comprese le celebrazioni del Commonwealth Day del 2011 in cui Kamla Persad-Bissessar, la prima donna a presiedere il Commonwealth, ha tenuto il discorso di apertura. Lo Sri Lanka avrebbe dovuto ospitare il Commonwealth Economic Forum nel 2011, ma si è tenuto invece a Perth, nell'Australia occidentale, a causa delle accuse di crimini di guerra commessi durante la guerra civile dello Sri Lanka.
In qualità di Primo ministro dell'Australia, Julia Gillard è succeduta a Persad-Bissessar come seconda presidente donna al CHOGM 2011. Julia Gillard è stata a sua volta succeduta da Kevin Rudd dopo che si è dimessa da Primo ministro dell'Australia il 27 giugno 2013. Rudd ha perso le elezioni federali australiane nel settembre 2013 e di conseguenza è stato succeduto come Presidente in carica del Commonwealth dal nuovo primo ministro Tony Abbott. Abbott è rimasto in carica fino a quando i leader del Commonwealth si sono incontrati per la 23ª volta il 15 novembre 2013, dove gli è succeduto il presidente dello Sri Lanka Mahinda Rajapaksa, a cui successe Maithripala Sirisena nel 2015.

## Elenco dei presidenti in carica
| N° | Immagine                               | Presidente in carica   | Paese             | Titolo         | CHOGM | Inizio mandato    | Fine mandato      | Segretario generale   |
| -- | -------------------------------------- | ---------------------- | ----------------- | -------------- | ----- | ----------------- | ----------------- | --------------------- |
| 1  |                                        | Thabo Mbeki            | Sudafrica         | Presidente     | 1999  | 12 novembre 1999  | 2 marzo 2002      | Nigeria Emeka Anyaoku |
| 1  | Nuova Zelanda Don McKinnon             | Thabo Mbeki            | Sudafrica         | Presidente     | 1999  | 12 novembre 1999  | 2 marzo 2002      |                       |
| 2  |                                        | John Howard            | Australia         | Primo ministro | 2002  | 2 marzo 2002      | 5 dicembre 2003   |                       |
| 3  |                                        | Olusegun Obasanjo      | Nigeria           | Presidente     | 2003  | 5 dicembre 2003   | 25 novembre 2005  |                       |
| 4  |                                        | Lawrence Gonzi         | Malta             | Primo ministro | 2005  | 25 novembre 2005  | 23 novembre 2007  |                       |
| 5  |                                        | Yoweri Museveni        | Uganda            | Presidente     | 2007  | 23 novembre 2007  | 27 novembre 2009  |                       |
| 5  | India Kamalesh Sharma                  | Yoweri Museveni        | Uganda            | Presidente     | 2007  | 23 novembre 2007  | 27 novembre 2009  |                       |
| 6  |                                        | Patrick Manning        | Trinidad e Tobago | Primo Ministro | 2009  | 27 novembre 2009  | 25 maggio 2010    |                       |
| 7  |                                        | Kamla Persad-Bissessar | Trinidad e Tobago | Primo Ministro | 2009  | 26 maggio 2010    | 28 ottobre 2011   |                       |
| 8  |                                        | Julia Gillard          | Australia         | Primo ministro | 2011  | 28 ottobre 2011   | 27 giugno 2013    |                       |
| 9  |                                        | Kevin Rudd             | Australia         | Primo ministro | 2011  | 27 giugno 2013    | 18 settembre 2013 |                       |
| 10 |                                        | Tony Abbott            | Australia         | Primo ministro | 2011  | 18 settembre 2013 | 15 novembre 2013  |                       |
| 11 |                                        | Mahinda Rajapaksa      | Sri Lanka         | Presidente     | 2013  | 15 novembre 2013  | 9 gennaio 2015    |                       |
| 12 |                                        | Maithripala Sirisena   | Sri Lanka         | Presidente     | 2013  | 9 gennaio 2015    | 27 novembre 2015  |                       |
| 13 |                                        | Joseph Muscat          | Malta             | Primo Ministro | 2015  | 27 novembre 2015  | 19 aprile 2018    |                       |
| 13 | Regno Unito Dominica Patricia Scotland | Joseph Muscat          | Malta             | Primo Ministro | 2015  | 27 novembre 2015  | 19 aprile 2018    |                       |
| 14 |                                        | Theresa May            | Regno Unito       | Primo ministro | 2018  | 19 aprile 2018    | 24 luglio 2019    |                       |
| 15 |                                        | Boris Johnson          | Regno Unito       | Primo ministro | 2018  | 24 luglio 2019    | 24 giugno 2022    |                       |
| 16 |                                        | Paul Kagame            | Ruanda            | Presidente     | 2022  | 24 giugno 2022    | in carica         |                       |